# Српска православна црква Светог Николе у Ердевику
Српска православна црква Светог Николе у Ердевику, насељеном месту у општини Шид, подигнута је 1804. године. Проглашена је за непокретно културно добро као споменик културе од великог значаја.

## Архитектура
Црква у Ердевику је посвећена Светом Николи, подигнута је као једнобродна грађевина складних пропорција, у духу класицизма, са полукружном олтарском апсидом на истоку и репрезентативним западним прочељем, којим доминира високи звоник, са уском лименом капом, чија је спратна подела наглашена богато профилисаним венцима. Складно укомпоновану фасадну декорацију чине прислоњени пиластри и вишеструко профилисани поткровни венци. 
Иконостасна резбарија из 1806. године рад је Јоанеса Лашока и Сигисмунда Егермана. За сликану декорацију олтарске преграде ангажован је 1817. године Георгије Бакаловић, који је аутор и зидних слика у олтару. Остале партије на зидовима осликао је Јован Недељковић 1829. године.